# المسرح الدائري بقرطاج

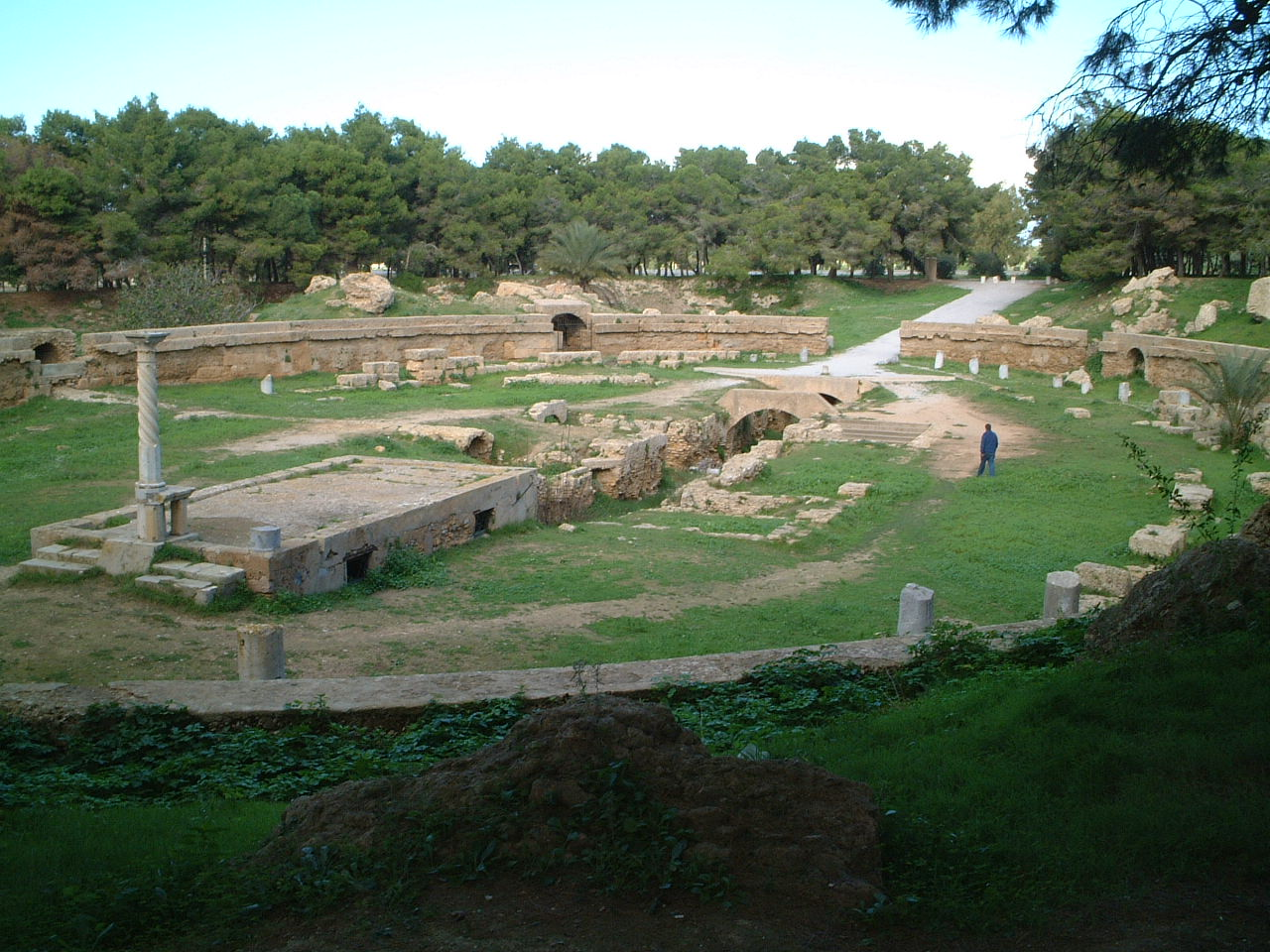
المسرح الدائري بقرطاج

المسرح الدائري بقرطاج أو مدرج قرطاج الروماني هو مسرح دائري روماني يوجد في مدخل مدينة قرطاج, وهو معلم شاسع يقارب مسرح الجم. أسس المسرح الدائري في عهد يوليوس قيصر و تقام فيه المصارعات التي ينظمها الحاكم لإبراز الرعية مصير كل خارج عن سياسة حكمه . وقد بني منذ تأسيس المدينة بمساحة حوالي 120 مترا×93 متر, وحلبة تبلغ مساحتها 64 مترا× 36 متر. ووقع توسيعه في القرنين الثاني والثالث إلى أن بلغ مساحته 156م ×128م وبلغ حجم استيعابه أكثر من 41 ألف نسمة. وقد وقع الكشف إلى حد الآن على خلية بيضاوية الشكل فقط.